# Nové Město (Břežany I)
Nové Město je samota patřící k části Břežany I obce Břežany I v okrese Kolín . Leží vzdušnou čarou zhruba 9 kilometrů západoseverozápadně od Kolína, 3 kilometry východně od městyse Plaňany a 1 kilometr severně od vesnice Břežany I, v nadmořské výšce 253 metrů. Skládá se asi ze 7 stavení a 4 popisných čísel (čp. 29, 38, 46 a 49), která leží na severní straně od silnice I/12 (vpravo od silnice ve směru na Prahu). Původně osada Nové Město byla v letech 1869–1880 součástí obce Chocenice, poté v letech 1890–1950 byla součástí obce Břežany, v dalších letech jako osada zanikla a dnes je to pouze samota.

## Areál ČEPRO a. s.

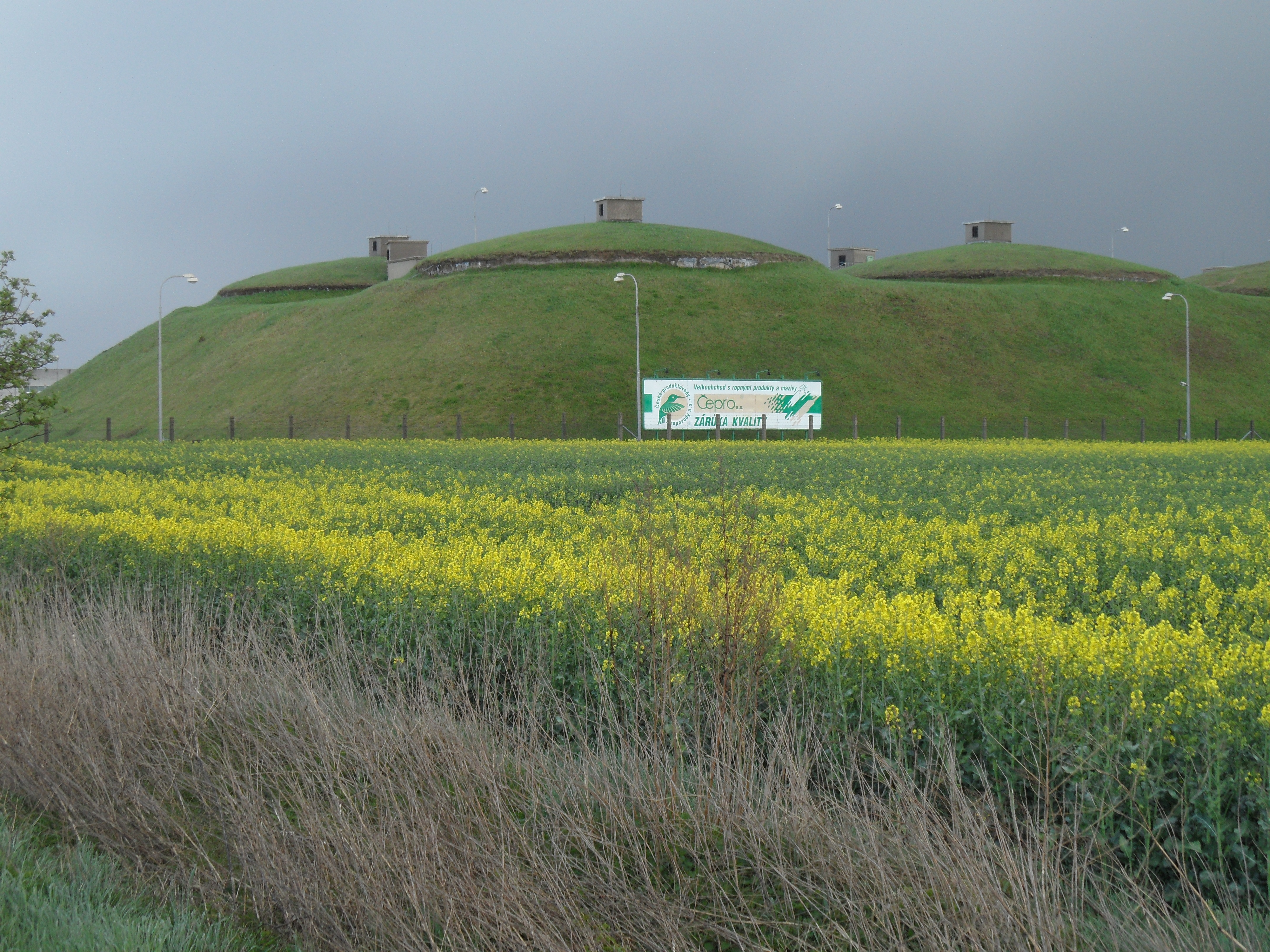
Nové Město, areál ČEPRO a. s.

Na jižní straně od silnice se rozkládá rozsáhlý komplex ČEPRO a.s. (280 02 Nové Město, Břežany I. 62). Hlavní částí areálu je veliký sklad ropných produktů (automobilové benzíny, motorová nafta, letecký petrolej, TOL a mazací oleje). Tento sklad je součástí Správy státních hmotných rezerv ČR (SSHR). Obdobných skladů je v ČR 16 a Česká republika jimi zajišťuje závazky vyplývající z členství v EU a IEA (International Energy Agency). Ty spočívají v udržování zásob ropy a ropných produktů ve výši minimálně průměrné denní spotřeby na 90 dni.
Areál skladu Nové Město je součástí střediska č. 9 (kam patří Střelice, Loukov, Sedlnice, Plešovec, Klobouky u Brna, Střelice, Šlapanov, Potěhy, Velká Bíteš). Areál skladu tvoří nadzemní a podzemní zásobníky, manipulační nádrže, plnicí lávky a další objekty pro stáčení a plnění cisteren, dílny, technologické rozvody, kotelna, administrativní budova, hasičská zbrojnice, laboratoř, strojovna, požární nádrže, elektrická rozvodna ad. Laboratoř kontroluje kvalitu přijímaného a vydávaného zboží. V areálu se dále nachází veřejná čerpací stanice pohonných hmot EuroOil.

## Doprava
Samotou prochází silnice silnice I/12 Praha – Kolín. S vesnicí Břežany je samota spojena polní cestou navazájící na účelovou komunikaci u areálu Čepro nebo silnicí odbočujíci ze silnice č. 12 o půl kilometru východněji. V okolí Nového Města se nacházejí též odbočky silnic na Plaňany, Cerhenice a Velim.
V Novém Městě se na silnici č. 12 nachází obousměrně autobusová zastávka Břežany I, Nové Město. V roce 2014 ji obsluhovala regionální autobusová linka č. 230054 (SID G54) Kolín-Plaňany-Kouřim dopravce dopravce Okresní autobusová doprava Kolín, s.r.o., na níž zde v pracovní dny staví dva ranní spoje z Kolína a tři ranní spoje do Kolína, v neděli jeden večerní spoj z Kolína do Kouřimi.

## Fotogalerie

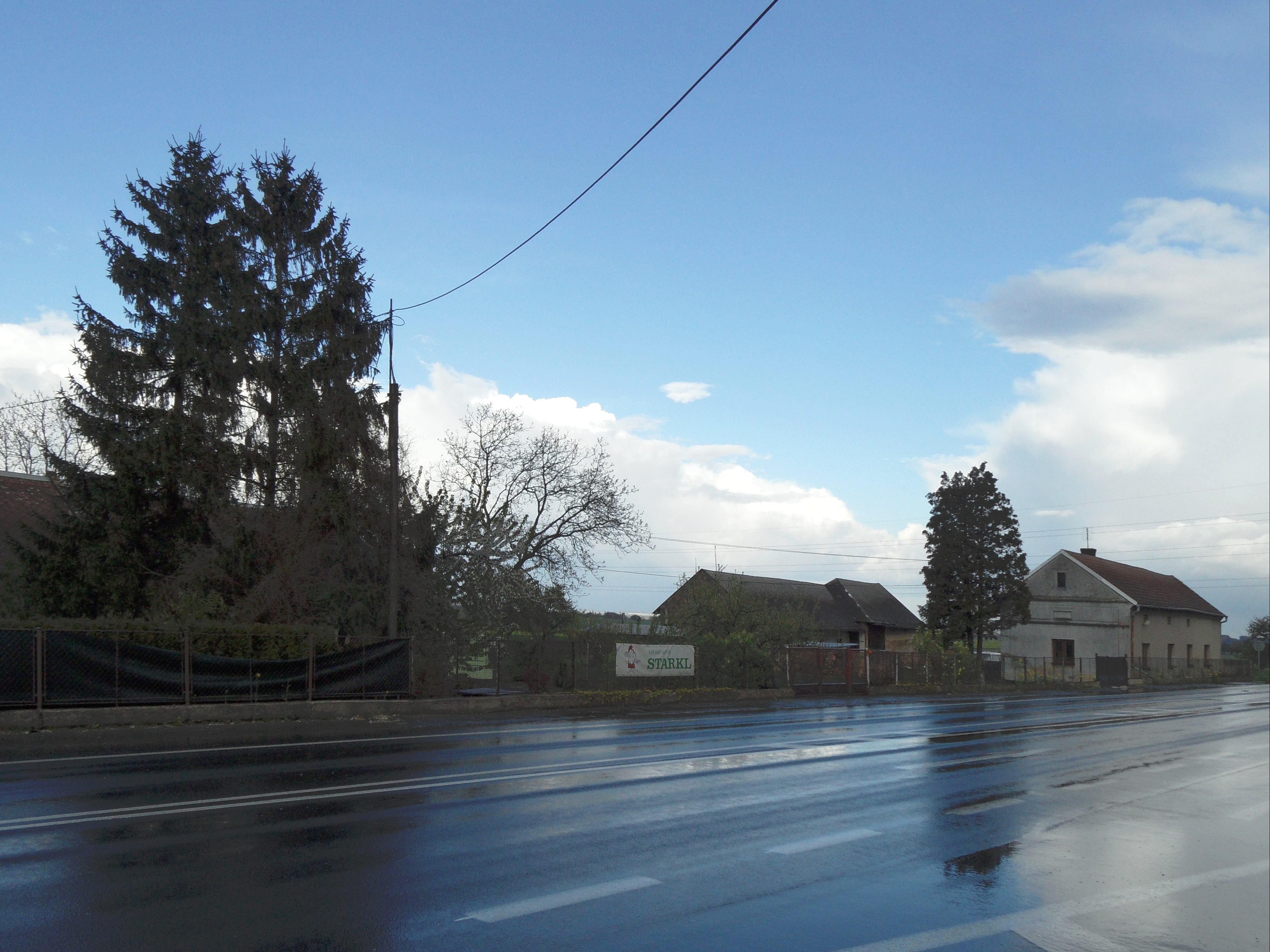
Domy u silnice I/12, směr Kolín
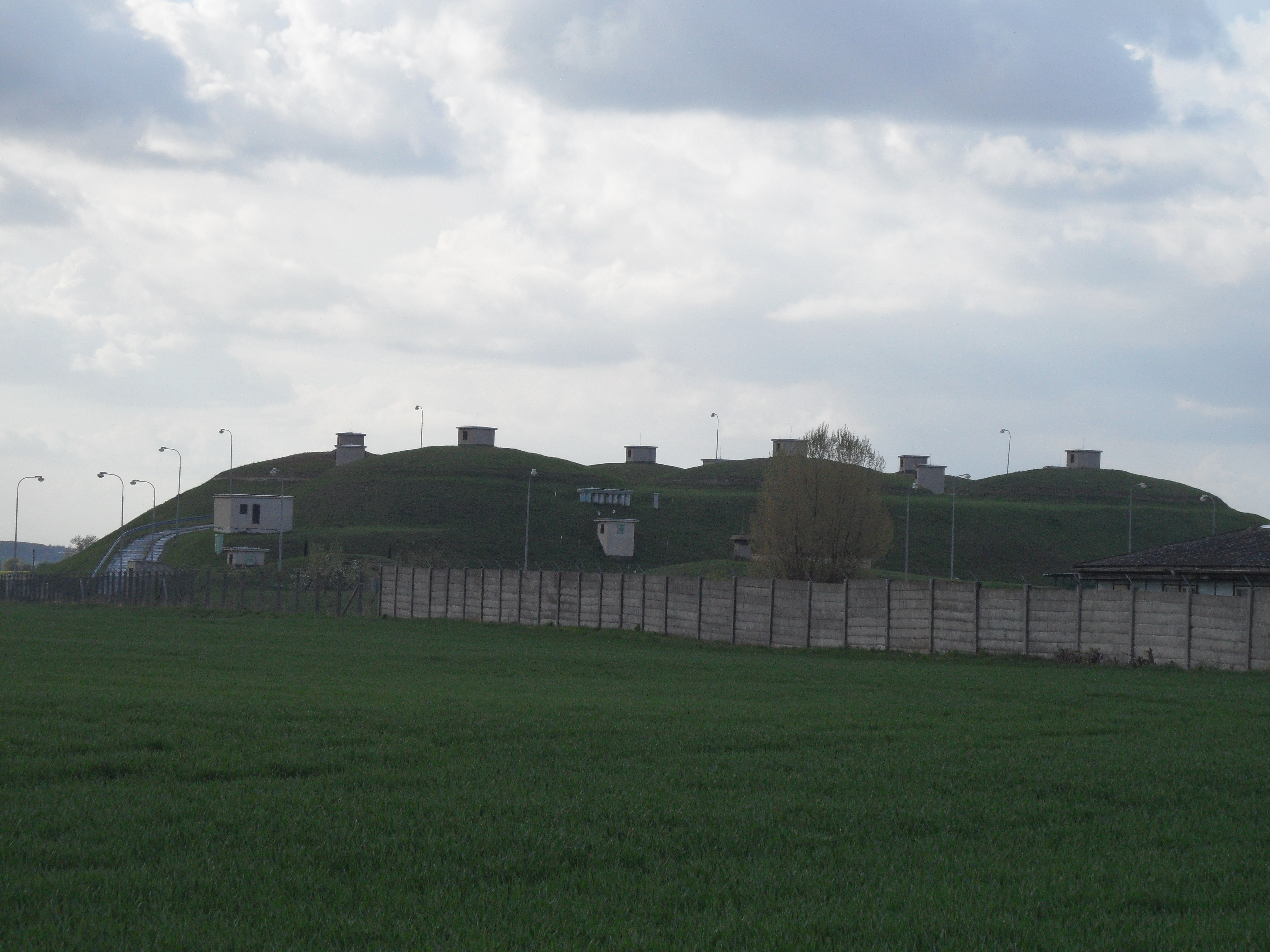
ČEPRO: sklad Nové Město, pohled od Břežan
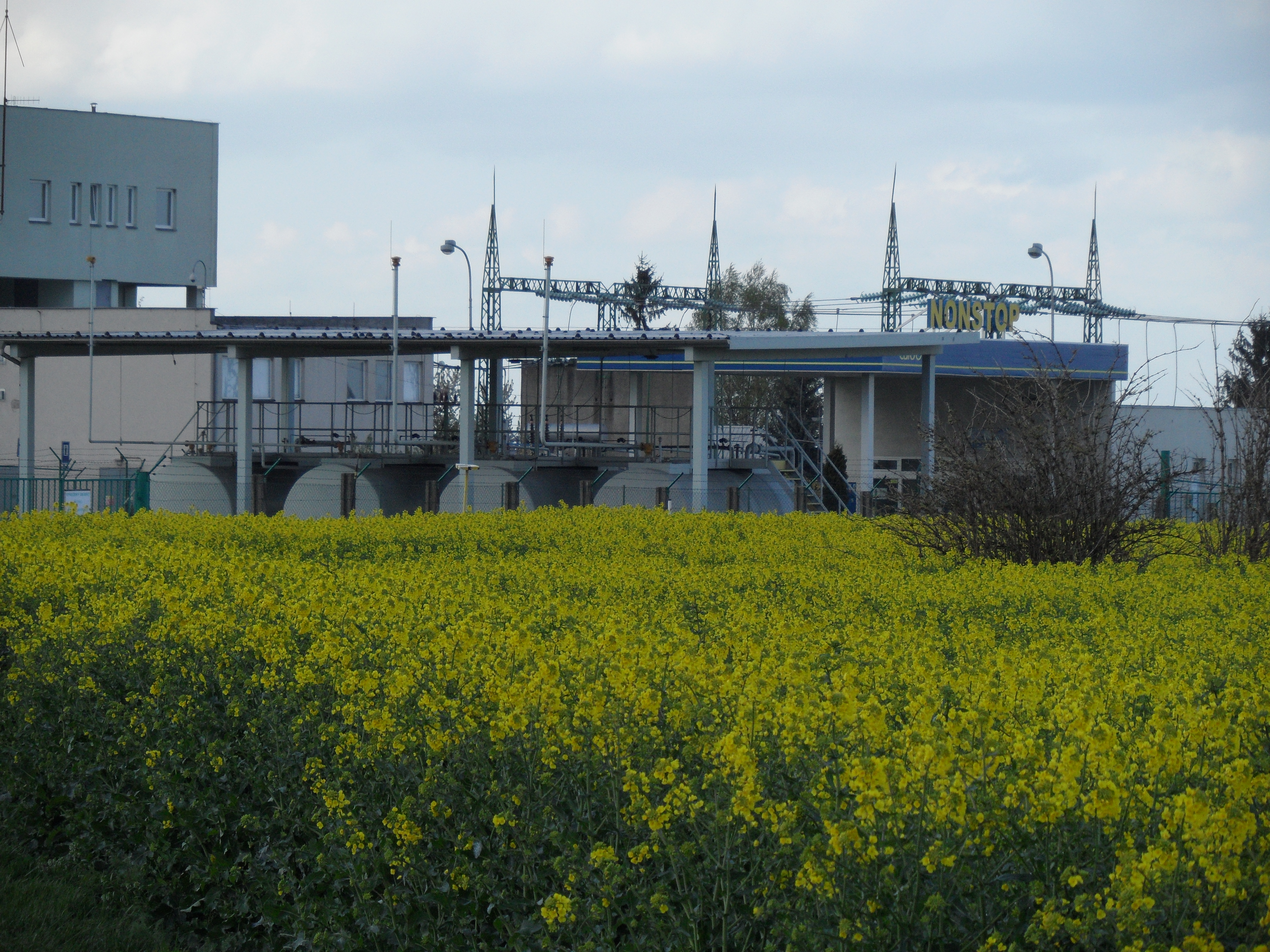
ČEPRO: sklad Nové Město, rozvodna